# رنتستات
رنتستات (انگلیسی: Randstad) یک منطقه بزرگ هلالی شکل در هلند است و تقریباً نیمی از جمعیت کشور را در خود جای داده است. این منطقه در وسط کشور واقع شده و شامل چهار شهر بزرگ است: آمستردام، روتردام، لاهه و اوترخت. این شهرها و حومه‌های اطراف آنها همه به هم متصل هستند.
رنتستات مکان‌های مهم زیادی دارد، مانند بندر روتردام که شلوغ‌ترین بندر جهان است و فرودگاه شیپخول آمستردام که شلوغ‌ترین فرودگاه اروپا است. این منطقه حدود ۸٫۴ میلیون نفر جمعیت دارد و مساحت آن حدود ۱۱۳۷۲ کیلومتر مربع است.
رنتستات یکی از بزرگ‌ترین مناطق شهری در اروپا است و دارای اقتصاد قوی است. بعد از کلان‌شهر پاریس از نظر بهره‌وری در رتبه دوم قرار دارد. شهرهای اصلی رنتستات عبارتند از: آلمیره، آمستردام، دلفت، دوردرخت، هارلم، لاهه، لیدن، روتردام، اوترخت و زوترمیر.
نام رنتستات را می‌توان به «شهر حاشیه» یا «شهر لبه» ترجمه کرد، اما در واقع توسط بنیانگذار KLM آلبرت پلسمن در سال ۱۹۳۸ نامگذاری شد. او از این نام برای توصیف نواری از شهرها در امتداد لبه یک منطقه سبز بزرگ به نام قلب سبز استفاده کرد.